# Alison Shanks
Alison Kay Shanks (nascida em 13 de dezembro de 1982) é uma ciclista profissional neozelandesa, especialista na perseguição por equipes do ciclismo de pista e no contrarrelógio individual do ciclismo de estrada. Conquistou duas medalhas de ouro no Campeonato Mundial de perseguição. Representou Nova Zelândia nos Jogos Olímpicos de Verão de 2008 e 2012, terminando na quarta e quinta posição.